# Hermann Kohlmann
Hermann Kohlmann (* 18. April 1907 in Veltheim; † 11. November 1982 in Dresden) war ein Schweizer und deutscher Maler, Bildhauer und Grafiker.

## Leben
Kohlmann war Schüler der Dresdner Akademie bei Richard Müller und Max Feldbauer. Im Jahr 1934 erhielt er den Hugo-Göpfert-Preis, der mit einem anschließenden Aufenthalt in Italien verbunden war. Im Jahr 1937 wurde er einer breiten Öffentlichkeit dank einer Ausstellung im Dresdner Kunstsalon Emil Richter bekannt.
Ab Mitte der 1930er Jahre war Hermann Kohlmann freischaffend tätig. In der Zeit des Nationalsozialismus war er Mitglied der Reichskammer der bildenden Künste. 1934 war er auf der Sächsischen Kunstausstellung in Dresden mit dem Tafelbild "BDM-Mädel" vertreten, das ganz dem Kunstgeschmack der Nazizeit gerecht wurde. Auch auf den Großen Deutschen Kunstausstellungen 1937 und 1938 stellte er Bilder aus, von denen Hitler zwei erwarb.
Kohlmann nahm als Soldat der Wehrmacht am Zweiten Weltkrieg teil.  Nach der Entlassung aus der Kriegsgefangenschaft arbeitete er wieder in Dresden. Viele seiner Arbeiten zeigen den Wiederaufbau der kriegszerstörten Stadt. Kohlmann war Mitglied des Verbands Bildender Künstler der DDR.
Für das Museum für Geschichte der Stadt Dresden war er von 1970 bis 1980 nebenbei als Restaurator tätig.

## Museen und öffentliche Sammlungen mit Werken Kohlmanns (mutmaßlich unvollständig)
- Dresden: Galerie Neue Meister[5]
- Dresden: Sächsischer Kunstfonds[5]

## Ausstellungen (unvollständig)

### Weitere Ausstellungen in der Zeit des Nationalsozialismus
- 1934: Dresden, Brühlsche Terrasse („Sächsische Aquarell-Ausstellung“)
- 1935: Dresden („Dresdner Kunstausstellung mit Sonderschau Kriegsbilder“)
- 1936: Dresden („Kunstausstellung Dresden“)

### Teilnahme an Ausstellungen in der Sowjetische Besatzungszone und der DDR
- 1949: Berlin („Mensch und Arbeit“)
- 1951/1952: Berlin, Museumsbau am Kupfergraben („Künstler schaffen für den Frieden“)
- 1952: Chemnitz, Schlossbergmuseum (Mittelsächsische Kunstausstellung)
- 1953 und 1962/1963: Dresden, Dritte[6] und Fünfte Deutschen Kunstausstellung
- 1974: Frankfurt/Oder, Galerie Junge Kunst („Aquarell, Gouache, Tempera, Pastell“)

### Postum
- 1985: Dresden, Albertinum („Bekenntnis und Verpflichtung“)